# Microsphecodes thoracicus
Microsphecodes thoracicus là một loài Hymenoptera trong họ Halictidae. Loài này được Ashmead mô tả khoa học năm 1900.